# Henrik Robert
Henrik Duntzfeldt Robert (20 de marzo de 1887-2 de septiembre de 1971) fue un deportista noruego que compitió en vela en las clases monotipo olímpico y bote 12 ft.
Participó en dos Juegos Olímpicos de Verano en los años 1924 y 1928, obteniendo dos medallas: plata en París 1924 (monotipo olímpico) y plata en Ámsterdam 1928 (bote 12 ft).

## Palmarés internacional
| Juegos Olímpicos | Juegos Olímpicos | Juegos Olímpicos | Juegos Olímpicos  |
| Año              | Lugar            | Medalla          | Clase             |
| ---------------- | ---------------- | ---------------- | ----------------- |
| 1924             | París (Francia)  | Medalla de plata | Monotipo olímpico |

| Juegos Olímpicos | Juegos Olímpicos         | Juegos Olímpicos | Juegos Olímpicos |
| Año              | Lugar                    | Medalla          | Clase            |
| ---------------- | ------------------------ | ---------------- | ---------------- |
| 1928             | Ámsterdam (Países Bajos) | Medalla de plata | Bote 12 ft       |